# Konrad Förster
Bernhard Gottlieb Konrad Förster (* 25. April 1842 in Marienwerder; † 12. Dezember 1906 in Leipzig) war ein deutscher Richter, zuletzt Reichsgerichtsrat am Leipziger Reichsgericht.

## Leben
1865 trat der promovierte Jurist in den preußischen Staatsdienst ein. 1871 wurde er Kreisrichter. 1879 wurde er Landrichter. 1887 wurde er an ein Oberlandesgericht berufen. Er kam 1895 an das Reichsgericht. Als Reichsgerichtsrat war er im V. Zivilsenat bis zu seinem Tod 1906 tätig. 1904 wurde ihm von der Universität Leipzig die Ehrendoktorwürde verliehen.

## Schriften
- zusammen mit Wilhelm Turnau: Das Liegenschaftsrecht nach den deutschen Reichsgesetzen und den preußischen Ausführungsbestimmungen, Band 1: Das Sachenrecht des Bürgerlichen Gesetzbuchs. Ferdinand Schöningh, Paderborn, 3., vermehrte und verbesserte Aufl. 1906.
- Die oberstrichterlichen Entscheidungen in Grundbuchsachen des neuen Rechts, Deutsche Juristen-Zeitung, Jahrgang 6 (1901), S. 244, 269.